# Kim Un-chol
Kim Un-chol (* 23. September 1979) ist ein ehemaliger nordkoreanischer Boxer.
Er nahm als einziger nordkoreanischer Boxer bei den Olympischen Spielen 2000 in Sydney teil. Dort besiegte er in der Vorrunde im ersten Kampf des Tages Sebusiso Keketsi aus Lesotho vorzeitig, im Achtelfinale Pál Lakatos aus Ungarn und im Viertelfinale Ivanas Stapovičius aus Litauen, ehe er im Halbfinale gegen den Spanier Rafael Lozano ausschied und so eine Bronzemedaille gewann.